# Mirante da Serra
Mirante da Serra es un municipio brasileño del estado de Rondonia.

## Historia
La colonización se produjo a través de un núcleo urbano de apoyo rural del proyecto de colonización Ouro Preto. El proyecto de creación del municipio fue tramitado en la Asamblea Legislativa de Rondônia mediante la Ley 369 del 13 de febrero de 1992.

## Geografía
Se encuentra ubicado a una latitud de 11º01'47" sur y una longitud de 62º40'30" oeste, a una altitud de 230 metros. Su población estimada en 2010 era de 11 869 habitantes.
Tiene una superficie de 1253,7 km².

## Turismo
El municipio de Mirante da Serra realizaba anualmente un evento conocido como Maratón del Avestruz, cuyo principal atractivo era montar avestruces. Además, se realizaron carreras de peatones, desfiles de belleza y cursos de educación ambiental. El evento era muy esperado en la ciudad, sin embargo, cuando el alcalde Vitorino Cherque asumió el cargo, puso fin a la fiesta en cuestión y a las demás, la cabalgata de avestruz era el único evento de este tipo en Brasil. Entre ocho y diez mil personas de otros municipios visitaban el festival cada día y esto impulsó la economía local.